# Aligilawada, Harapanahalli
Aligilawada là một làng thuộc tehsil Harapanahalli, huyện Davanagere, bang Karnataka, Ấn Độ.